# Seboroični dermatitis
Seboroični dermatitis je kronična upala seboroičnih područja kože (vlasište, lice, područje iza ušiju, gornji dio prsiju i leđa) karakterizirana upalnom reakcijom i ljuštenjem na zahvaćenim predjelima.

## Etiologija
Bolest je češća u novorođenčadi (jače izražene promjene u vlasištu - tjemenica), te u mlađoj odrasloj dobi.
Seboreja je nasljednji poremećaj funkcije u kojem žlijezde lojnice pojačano izlučuju loj. Uz nasljeđe u nastanku bolesti važni su i hormonski utjecaji, promjene u vegetativnom živčanom sustavu, emocionalna uzbuđenja, prehrana (masna i jako začinjena hrana, alkohol) i nadražaji kože (mehanički ili mikroorganizmi).

## Klinička slika
Klinička slika nešto se razlikuje s obzirom na dob i zahvaćeno područje. Kod odraslih u vlasištu se nalaze oštro ograničena žarišta veličine kovanog novca ili veća, ružičastocrvenkaste boje, prekrivana bjelkastožućkastim ljuskama. Žarišta se mogu spajati, prekriti čitavo vlasište i prijeći na kožu čela, vrata i iza ušiju. Kosa se brzo masti, nekad već dan-dva nakon pranja.
Osim u vlasištu promjene se mogu javiti i na obrvama, uz krila nosa, na obrazima i na bradi, u obliku dosta oštro ograničenih ružičastocrvenih suhih žarišta uz perutanje i svrbež.
Rubovi očnih kapaka mogu biti crveni. Na prsima i leđima promjene najčešće poprimaju okruglasti ili ovalni oblik, veličine kovanog novca, lagano zadebljana, crvenkastožućkaste boje. Rjeđe su zahvaćene pazušne, lakatne i koljenske jame.

## Tijek bolesti
Tijek bolesti je kroničan, u kojem se izmenjuju poboljšanja i pogoršanja simptoma. 

## Liječenje
U liječenju seboroičnog dermatitisa u odraslih upotrebljavaju se različiti lijekovi koji se nanose na kožne promjene, a u nekim težim slučajevima liječenje se sastoji i od uzimanja lijekova per os. U liječenju promjena u vlasištu svakodnevno se upotrebljavaju dječji šamponi, a debele ljuske skidaju se uspješno uporabom salicilne kiseline u maslinovom ulju.

## Vanjske poveznice
|  | Zajednički poslužitelj ima još gradiva o temi Seboroični dermatitis |

|  | Molimo pročitajte upozorenje o korištenju medicinskih informacija. Ne provodite liječenje bez savjetovanja s liječnikom! |